# Campingaz
Campingaz ist ein Markenname für Flüssiggas (Butan-Propan-Mischung) in kleinen blauen Gasflaschen zum Camping. Es gibt kleine Einwegbehälter und etwas größere wiederverwendbare Flaschen. Unter dem nur in Europa bekannten Markennamen werden auch Gaskocher, Gasgrills, Heizöfen, Lampen sowie allgemeine Campingausstattung verkauft.

## Geschichte
Die Firma Camping Gaz wurde im Jahr 1949 in Frankreich gegründet. Sie führte die blauen kleinen nachfüllbaren Kartuschen ein, die direkt mit einem Gasherd oder Gaslicht verbunden waren. Drei Jahre später wurden Gaskocher speziell für das Camping entworfen, und nochmal drei Jahre später der erste kleine Gaskocher mit dem Namen Bleuet.
Im Jahr 1996 wurde die Firma von der US-amerikanischen Coleman Company gekauft, die auch vorher schon im Bereich Freizeitcamping tätig war. Die Produktion der Gasgrills wurde daraufhin nach Italien zu CGIT verlagert. Der Markenname wurde zu Campingaz geändert. 2005 wurde das Unternehmen von der Jarden Corporation übernommen. Im Jahr 2016 wurde Jarden wiederum von Newell Rubbermaid übernommen und die Marke Newell Brands gegründet.

## Kartuschengrößen

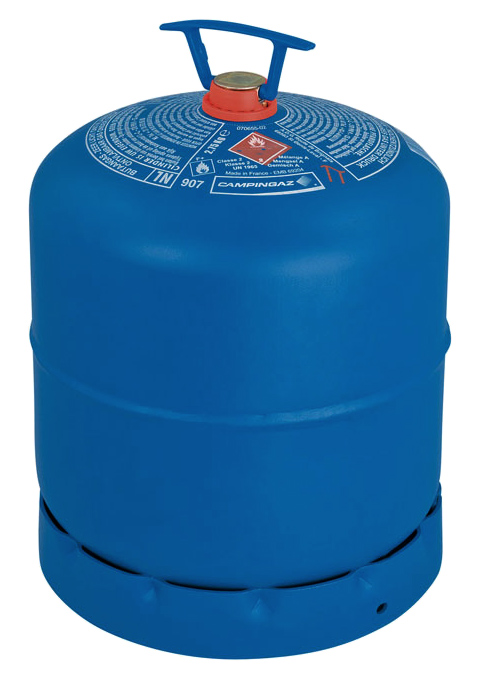
Noch versiegelte größte international tauschbare Flasche Campingaz R 907

### Wiederbefüllbare Gasflaschen
Wiederbefüllbare Flaschen werden ausschließlich mit Butan (ohne Propan) befüllt; es gibt sie in mehreren Größen:, wobei nicht alle drei international austauschbaren Flaschentypen weltweit verfügbar sind; die kleinste (R 901) wurde u. a. im deutschsprachigen Raum vom Markt genommen (und kann ggf. gegen eine R 904 getauscht werden); in Frankreich, Belgien, Spanien etc. ist sie jedoch nach wie vor verfügbar. Nur in Italien ist auch eine 5,7 Liter fassende Flasche (R 909) verfügbar.
- R 901 – 1 Liter mit 0,4 kg Gasfüllung in einem Zylinder mit 16 cm Durchmesser und einer Höhe von 11 cm. (nicht überall erhältlich)
- R 904 – 4 Liter mit 1,8 kg Gasfüllung in einem Zylinder mit 20 cm Durchmesser und einer Höhe von 19 cm.
- R 907 – 6 Liter mit 2,75 kg Gasfüllung in einem Zylinder mit 20 cm Durchmesser und einer Höhe von 25,5 cm.
- R 909 – (12 Liter) mit 5,7 kg Gasfüllung – nur in Italien erhältlich und nicht international austauschbar.

Die wiederbefüllbaren Flaschen haben an der Öffnung ein Ventil, das selbsttätig schließt, wenn man Gaskocher oder Druckreduzierer abschraubt. Die Öffnung ist ein Schraubgewinde M16x1,5. Dort schraubt man den Gaskocher direkt auf oder bei Gasgrills und größeren Kochstellen einen Druckminderer, an den ein Schlauch anschließt.

### Einweg-Kartuschen
Daneben gibt es kleine Einweg-Stechkartuschen:
- C 206 mit 190 g Gasfüllung (markenübergreifend verbreitet)
- C 206 GLS (neue Version mit Sicherheitsmembran nach EN417:2012, die den vollständigen Austritt der Gasfüllung bei versehentlichem Abnehmen vom Gerät verzögert[6])

Die Stechkartuschen müssen vor dem Abschrauben leer sein, sonst entweicht das leichtentzündliche Gas in die Umwelt.
Ventilkartuschen (Markenname „Easy Clic“) können beliebig oft vom Gerät getrennt werden; sie sind mit 80 % Butan/20 % Propan befüllt – andere Hersteller (Coleman) befüllen Kartuschen dieses Formats mit 70 % Butan/30 % Propan:
- CV 470 Plus
- CV 300 Plus
- CP 250 mit 220 g Gasfüllung in einem Zylinder mit 6,9 cm Durchmesser und einer Höhe von 18 cm (ohne Kappe).
- und einige weitere Größen.

Aktuelle CV-Kartuschen haben den Zusatz Plus im Namen (auch erkennbar am grünen statt blauen Deckel) und verfügen zusätzlich über mehrere Auswölbungen im Inneren des Anschlussrings, mit denen neuere „Easy Clic Plus“ Geräte ohne zusätzlichen Hebel am Gerät allein durch Drehung arretiert werden können.
Ältere „Easy Clic“-Geräte (ohne „Plus“, mit Arretierhebel) sind zu beiden Kartuschengenerationen kompatibel, während neue „Easy Clic Plus“-Geräte auf alten Kartuschen mit blauem Deckel nicht sicher befestigt werden können, sodass diese beim Betrieb wackeln und ggf. Gas austreten kann.